# 쿠월 막 트렌모르
쿠월 막 트렌모르(아일랜드어: Cumhall mac Trénmór)는 아일랜드 신화의 피니언 대계에 등장하는 인물이다. 씨족간 전사연합집단 피어너의 두령이었으며 전체적인 주인공인 핀 막 쿠월의 생부다.
쿠월은 드루이드 타드그 막 누어다트의 딸 미르너와 결혼하길 원했지만, 타드그가 퇴짜를 놓았다. 그러자 쿠월과 미르너는 야반도주했다. 타드그는 당시 에린의 지고왕이었던 콘 케드커하크에게 탄원하여 쿠월을 토벌하게 했다. 결국 쿠월은 크누커(Cnucha)의 전투에서 전사했다. 쿠월을 죽인 골 막 모르너가 피어너의 두령 자리를 물려받았다. 한편 미르너는 이미 쿠월의 씨를 임신한 채 도망간 뒤였고, 이후 미르너가 낳은 아이가 핀 막 쿠월이다.
쿠월은 바스크너씨(Clan Bascna) 씨족이었고, 쿠월을 죽인 골은 모르너씨(Clan Morna) 씨족이었다. 형제로 크리말 막 트렌모르(Crimmal mac Trénmór)가 있었고, 크리말은 피어너의 조력자였다고 한다.